# 부하라 전투
부하라 전투는 557년에 사산 제국과 서돌궐 카간국 연합과 에프탈 제국 사이에 벌어진 전투이다.
사산 제국의 호스로 1세의 할아버지인 페로즈 1세는 484년에 에프탈 제국과의 전역에서 궤멸적 피해를 입고 살해당했으며, 에프탈은 사산에게서 호라산 지방을 빼앗아 갔다.
서방의 비잔틴 제국과 안정된 평화를 합의한 후, 호스로 1세는 동방의 에프탈에 집중하여 조부의 원수를 갚고자 하였다. 호스로의 영도하에 이루어진 개혁으로 페르시아군의 병력은 신장되었지만, 여전히 자기 힘만으로 에프탈을 공격하기에는 모자랐고, 동맹군을 모색하기 시작했다. 이때 중앙아시아를 급습한 튀르크 민족이 그에 대한 해답이 되었다. 중앙아시아로 이동한 튀르크족(=돌궐)은 빠르게 에프탈의 경쟁자이자 천적의 위치를 자리매김하였다.
에프탈의 군사력은 강대하였으나 복수의 전선을 동시에 유지할 조직력이 결여되어 있었다. 사산조 페르시아와 돌궐은 동맹을 맺고 두 갈래로 에프탈을 공격하여 에프탈의 와해와 분열을 야기하였다. 그 결과, 돌궐은 옥수스강 북안의 영토를 차지하였고 페르시아는 남쪽의 영토를 합병하였다.
이로써 에프탈은 트란스옥시아나 일대에 대한 제어는 상실하였지만, 여전히 아프가니스탄 일대는 에프탈 제국의 구역이었다.
돌궐과 페르시아의 우호 관계는 에프탈을 쫓아낸 뒤 급속히 악화되었다. 돌궐과 페르시아 둘 다 비단길을 점유하여 거기서 발생하는 극동과 서방 사이의 무역 산업을 독차지하기를 원했다 568년, 돌궐 사신이 비잔틴으로 파견되어 동맹을 맺고 양쪽에서 사산 제국을 협공할 것을 제안하였으나, 이 제안이 이루어지지는 못했다.